# キャシー・オドネル
キャシー・オドネル（Cathy O'Donnell、1923年7月6日 - 1970年4月11日）は、アメリカ合衆国の女優。主にフィルム・ノワールの女優として知られる。しかしながら、B級映画が多くを占めたために彼女自身は大きな成功を収めたとは考えなかった。
2本のフィルム・ノワールで共演したファーリー・グレンジャーは回顧録の中でオドネルを「これまでに出会った人物の中でも特異な存在だった。愛らしく、恥ずかしがりやで、切なげで、優美であった」と評した。

## 生い立ち
キャシー・オドネル、本名アン・スティーリーは1923年7月6日にアメリカ合衆国のアラバマ州シェルビー郡シルリアにて出生した。12歳の時に一家はオクラホマ州オクラホマシティに引っ越した。
オクラホマシティ大学に進学し、演劇を学んだ。

## 経歴
1945年にアン・スティーリーはサミュエル・ゴールドウィンに気に入られて彼と契約を交わし、キャシー・オドネルの名を与えられた。同年に『天国と地獄』でノンクレジット「ナイトクラブのウェイター」でデビューを果たした。
翌1946年に製作された『我等の生涯の最良の年』ではハロルド・ラッセルが演じる第二次世界大戦で両手切断患者になった退役軍人のホーマー・パリッシュの恋人、ウィルマ・キャメロンを演じた。第9回アカデミー賞の選考でフレドリック・マーチは主演男優賞を受賞したが、彼自身はニューヨークに滞在していたために授与式には出席出来ず、まだデビューしたばかりのオドネルがマーチの代理としてオスカー像を受け取った。1948年に出演した『夜の人々』で再び重要な役を任された。
『ザ・ミニヴァー・ストーリー』（1950年、『ミニヴァー夫人』の続編）でミニヴァー夫人の娘ジュディを演じた。『ララミーから来た男』（1955年）ではジェームズ・スチュワートが恋愛感情を抱く女性の役を演じた。アカデミー作品賞受賞作となる『ベン・ハー』（1959年）がオドネルの最後の出演映画となった。
テレビドラマ『ボナンザ』に1964年に出演したのを最後に表舞台から退き、平凡かつ快適な家庭生活を送るようになった。

## 私生活と死
1948年4月11日、24歳の時に有名な映画監督ウィリアム・ワイラーの兄で47歳の脚本家、ロバート・ワイラーと結婚した。ウィリアム・ワイラーと対立するゴールドウィンはこの結婚に激怒し、オドネルとの契約を解除した。ワイラーとの間には子供が出来なかったが、夫婦仲は円満であった。
結婚からちょうど22年後の1970年4月11日にがんが原因の脳内出血を起こし、亡くなった。カリフォルニア州グレンデールに位置するフォレスト・ローン・メモリアル・パークに埋葬された。

## 主な出演映画作品

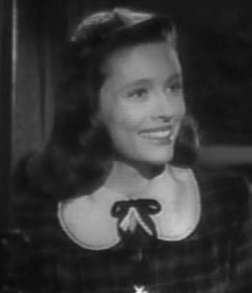
『霊界魔人ミスターX』（1948年）の一場面

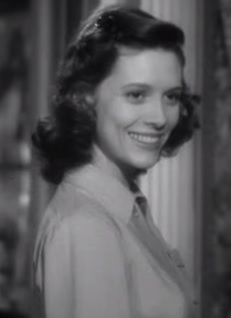
『ザ・ミニヴァー・ストーリー』（1950年）の予告編より

| 製作年 | 邦題 原題                                               | 役名                   |
| ------ | ------------------------------------------------------- | ---------------------- |
| 1945   | 天国と地獄 Wonder Man                                   | （ノンクレジット）     |
| 1946   | 我等の生涯の最良の年 The Best Years of Our Lives        | ウィルマ・キャメロン   |
| 1947   | バリー・ミー・デッド Bury Me Dead                       | ラスティ               |
| 1948   | 夜の人々 They Live by Night                             | キーチ                 |
| 1948   | 霊界魔人ミスターX The Amazing Mr. X                     | ジャネット・バーク     |
| 1950   | ザ・ミニヴァー・ストーリー The Miniver Story            | ジュディ・ミニヴァー   |
| 1950   | サイド・ストリート Side Street                          | エレン・ノーソン       |
| 1951   | 探偵物語 Detective Story                                | スーザン・カーマイケル |
| 1954   | エイト・オクロック・ウォーク Eight O'Clock Walk         | ジル・マニング         |
| 1955   | ララミーから来た男 The Man from Laramie                 | バーバラ・ワーゴマン   |
| 1957   | ザ・ストーリー・オブ・マンカインド The Story of Mankind | 初期キリスト教徒の女性 |
| 1959   | ベン・ハー Ben-Hur                                      | ティルザ               |